# Ch

Obrázek písmena Ch

Ch je čtrnácté písmeno české abecedy. V češtině a slovenštině je z hlediska abecedního řazení tato spřežka považována za jedno písmeno (řadí se mezi h a i), v dalších jazycích je považována za běžnou spřežku dvou písmen. Kód v Morseově abecedě je - - - -.
Spřežka vznikla pro přepis řeckého písmene χ (chí), které se vyslovovalo jako neznělá velární ploziva (k) s přídechem, tedy [kʰ], do latinky. Podobou tohoto řeckého písmene je inspirován přepis neznělé české výslovnosti do mezinárodní fonetické abecedy IPA písmenem latinky x. Výslovnost písmene x ve středoamerickém a jihoamerickém dialektu španělštiny je také shodná jako česká výslovnost písmene ch.
V češtině se spřežka „ch“ používala prakticky od počátku českého písemnictví. Od konce 12. století až do začátku 14. století však význam této ani jiných spřežek nebyl ustálen. Spřežka „ch“ v té době mohla označovat hlásky c, č, ch, h, k, s, š.

## Písmeno i spřežka
Přestože je v češtině tradičně označováno za písmeno, nejedná se o celistvý zvláštní znak, nýbrž o spřežku složenou z dvou znaků c a h. Proto se jako velká iniciála správně píše jen jeho první část, pokud se nepíše celé slovo velkými písmeny. Při psaní proloženým písmem nebo při svislém psaní slov praxe kolísá, lze se setkat i s tím, že se oba znaky píšou pohromadě.
Ve zkratkách tvořených prvními písmeny slov se „ch“ zachovává celé a je-li celá zkratka psána velkými písmeny, i CH se obvykle píše celé velké (např. VŠCHT – Vysoká škola chemicko-technologická, CHKO – chráněná krajinná oblast).
V některých jiných jazycích, kde se spřežka ch také používá, je považována za dvojici písmen a do zkratek se h nepřenáší, například zkratka německého názvu Chemische Fabrik Kalk GmbH je CFK.
V češtině a slovenštině se celá spřežka ch při abecedním řazení považuje za jediné písmeno a řadí se až mezi písmena „h“ a „i“.
Jako prvek abecedního řazení se používá i ve španělské abecedě, kde se řadí mezi c a d. Naopak např. v angličtině nebo v polštině není prvkem abecedního řazení a řadí se tak před ci-.
V několika českých slovech, většinou řídce užívaných, slangových a zastaralých, je obsažena skupina písmen „ch“, která nemá význam písmene „ch“, ale označuje dvojici hlásek, z nichž každá patří k jinému slovnímu základu, prvního s koncem c a druhého se začátkem h, a zároveň k jiné slabice. Českého původu je slovo mlachuba (ten, kdo mlátí hubou, synonymum obdobného slova tlučhuba). Dále jde hlavně o slova zčásti nebo zcela přejatá z němčiny, např. puchoblík (který vznikl ze slov pucovat a hoblík), báchamr (bác a hamr), švarchandl (černý obchod, šmelina), kurchasák (krátký hasák), rajchaus (nevěstinec), puchadr (hadr na čištění). Někdy proto lidé slova, kde dochází k souběhu c a h, rozdělují: truchlas (hlas daný natruc) píšou jako truc-hlas nebo truc hlas.

## Výslovnost
V klasické latině a tedy původní latince se spřežka ch používala pro přepis řeckého písmene χ (chí), které se vyslovovalo jako neznělá velární ploziva [k] s přídechem, tedy [kʰ]. V pozdně antické a středověké latině se pak výslovnost posunula a rozrůznila způsobem, který zrcadlí mnohost čtení spřežky ch v moderních evropských jazycích.
V češtině se písmeno ch nejčastěji vyslovuje jako neznělá velární frikativa [x], při asimilaci znělosti buď jako znělá velární frikativa [ɣ] (zpravidla v Čechách), nebo jako znělá glotální frikativa [ɦ] (zpravidla na Moravě), například ve spojení „bych byl“. Výjimkou jsou samozřejmě výše uvedené případy složených slov, kdy nejde o písmeno ch, ale dvojici písmen c a h.
Se stejným čtením (výslovností) jako v češtině se používá také ve slovenštině, polštině (kde se čte stejně jako h), v jazyce chamorro, velštině, litevštině a kečuánštině.[zdroj?]
V němčině se čte většinou podle polohy (zpravidla v závislosti na předcházející hlásce a nejde-li o spřežku sch nebo tsch) buď jako neznělá uvulární frikativa [χ⁠], dialekticky nahrazovaná též neznělou velární frikativou [x], nebo jako neznělá palatální frikativa [ç], méně často (zejména v cizích slovech) jako neznělá velární ploziva [k].
V angličtině se spřežka ch čte nejčastěji jako neznělá postalveolární afrikáta [t͡ʃ⁠] (march, change) nebo jako neznělá velární ploziva [k] (stomach, Christmas).
Ve francouzštině se čte jako neznělá postalveolární frikativa [ʃ⁠], ve slovech řeckého původu jako neznělá velární ploziva [k].
V bretonštině se ch čte shodně jako ve francouzštině, tj. [ʃ⁠], pro zápis velární frikativy se místo staršího zápisu ch od roku 1658 postupně prosazuje spřežka c’h, kterou obecně čteme jako neznělé [x] (či jako jeho znělý protějšek [ɣ], případně jako neznělá glotální frikativa [h], či jeho znělý protějšek [ɦ] – rozdíly ve výslovnosti c’h jsou závislé na dialektu, pozici ve slově či zda jde o výsledek náslovné mutace počátečního g- apod.).
V italštině vložení písmene h za písmeno c před písmeny e nebo i působí, že se c neměkčí na [t͡ʃ⁠] (neznělá postalveolární afrikáta), ale čte se jako neznělá velární ploziva [k] stejně jako před jinými písmeny.

## Správné kódování sledu písmen c a h v Unicode
Pro správné kódování sledu písmen c a h v Unicode je nutné mezi písmena c a h (potažmo jejich kapitální protějšky) vložit znak Combining Grapheme Joiner – jinak je sled písmen považován za spřežku. Navzdory názvu tento speciální znak neslouží ke spojování znaků, ale k oddělení. Pokud se tak nestane, software nemůže tento sled písmen správně abecedně řadit. Toto se děje kvůli tomu, že software nemůže rozpoznat spřežku ch od pouhého sledu c a h. Příklad: chlad vs cheeseburger.
Cizí slova v českém textu by správně měla mít mezi c a h vložený Combining Graphene Joiner. Software by měl v češtině považovat každý sled písmen c a h za spřežku ch. Pro rozpoznání spřežek od pouhého sledu dvou písmen je tedy nutné vložit mezi pouhý sled písmen Combining Grapheme Joiner.[zdroj?]